# 席煜
席煜（？年—？年），字子远，号松墅，江苏常熟人。清朝翰林。

## 生平
嘉庆六年（1801年）二甲第一名进士（传胪），选庶吉士，散馆授编修，参修国史。嘉庆十九年（1814年），国史馆进呈《和珅列传》，仁宗认为事迹简略疏漏，且高宗谴责和珅之事并未载入，将具体负责纂修列傳的席煜革职，发回原籍，交地方官严加管束，以示惩戒。卒年五十余。
席煜工诗，善南北曲，喜绘山水、花卉。有《虞山画志》、《墨林今话》。